# Cantó de Corbeil-Essonnes
El cantó de Corbeil-Essonnes és un cantó francès del departament d'Essonne, situat al districte d'Évry. Creat amb la reorganització cantonal del 2015.

## Municipis
- Corbeil-Essonnes
- Écharcon
- Lisses
- Villabé